# 巴巴里人百科全書
《巴巴里人百科全書》是一部關於巴巴里人的法語百科全書。編輯計劃在聯合國教育科學文化組織的支援下於1984年展開，最後由Editions Edisud出版。百科全書的主編輯是加百列·甘比斯。自從他於2002年逝世，便由巴黎國立東方語言與文化學院巴巴里語教授Salem Chaker接任主編輯一職。2005年完成。